# Alfio Peraboni
Alfio Peraboni, född den 8 maj 1954 i Monza, död 
11 januari 2011, var en italiensk seglare.
Han tog OS-brons i starbåt i samband med de olympiska seglingstävlingarna 1984 i Los Angeles.